# Vesuna
Vesuna (Vĕsǔna), da non confondere con la dea celta Vesunna, è una dea della mitologia etrusca e italica.

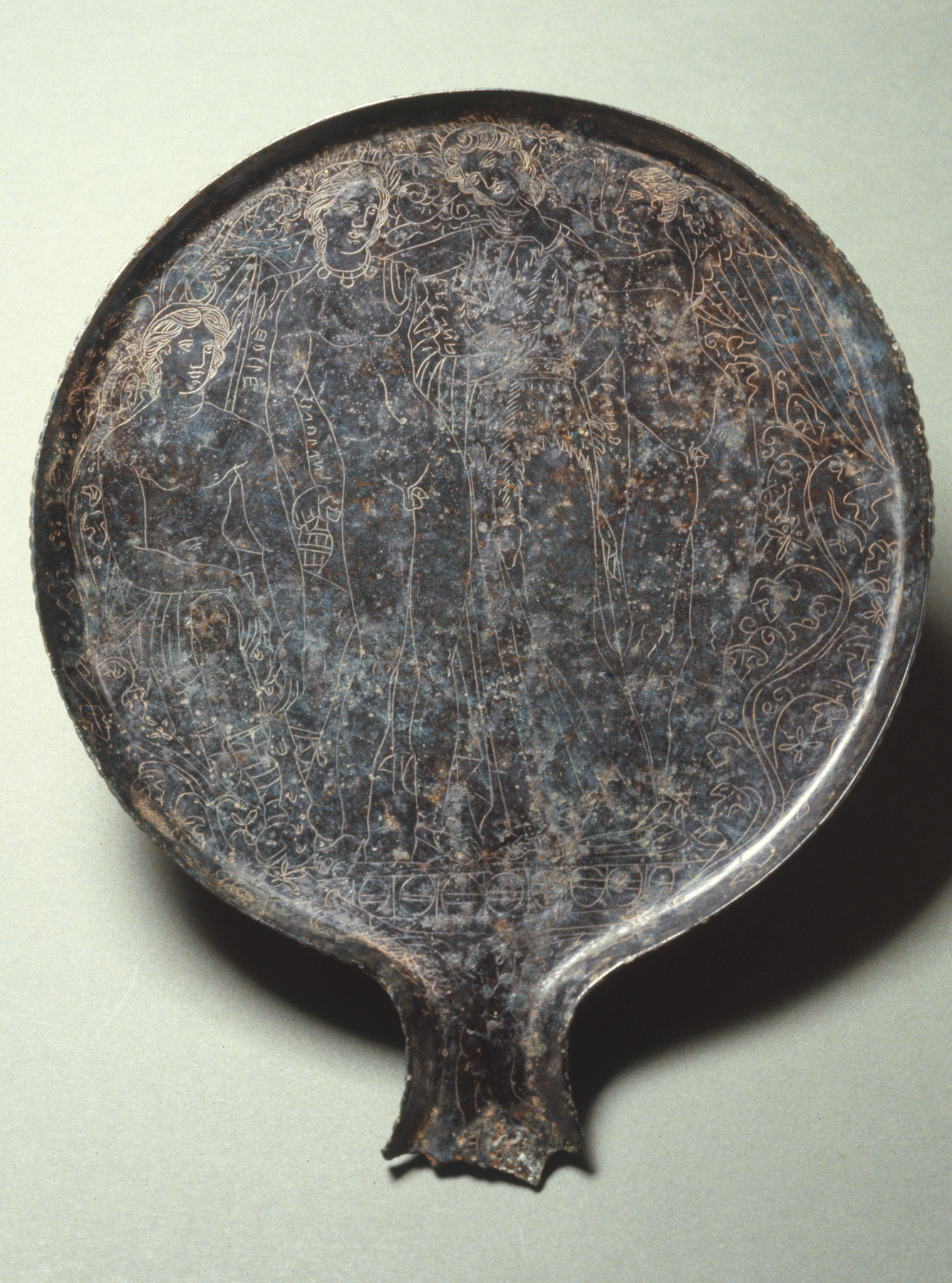
Lo specchio etrusco raffigurante Hercle, Fufluns, Vesuna e Svutaf (Walters Art Museum, Baltimora)

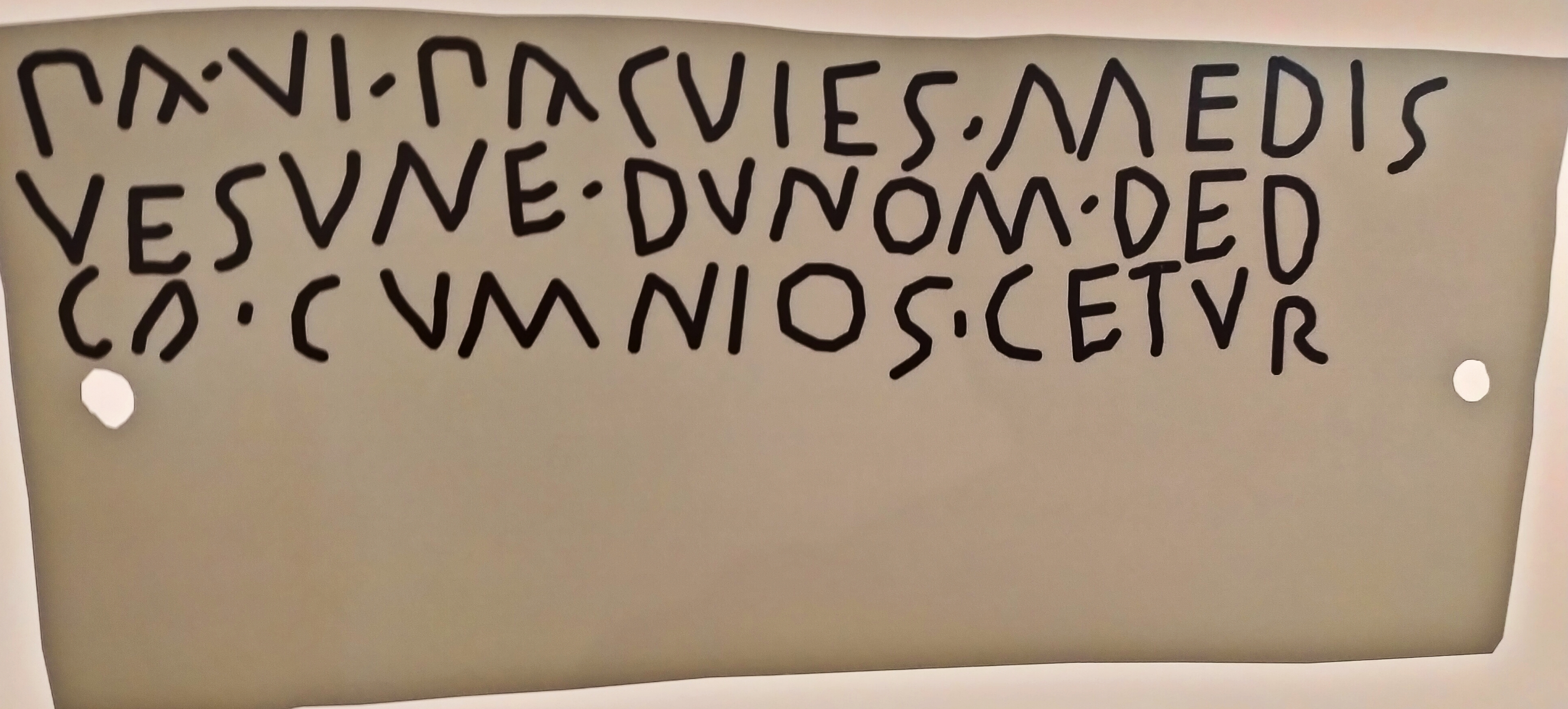
Riproduzione stampata del Bronzo di Antino (Museo Antinum)

L'unica immagine superstite di questa divinità è incisa su uno specchio etrusco ritrovato nel 1880 nei pressi di Orvieto, in località Fattoraccio di Castel Giorgio. Raffigurata alta e maestosa, come una menade estasiata e al contempo come una profetessa accanto a Fufluns, corrispettivo etrusco del dio greco Dioniso quindi di quello romano Bacco, è coperta con una pelle di cerbiatto. Secondo l'etruscologo austriaco Ambros Josef Pfiffig, Vesuna è l'antica divinità della vegetazione, sostituendo nel culto etrusco la dea greca Arianna. Secondo altri studiosi è la dea italica della fertilità, paragonabile per certi versi con Cerere e con Flora.
Vesuna è citata nelle tavolette bronzee in lingua umbra Tabulæ Iguvinæ, databili probabilmente al III-II secolo a.C. , rinvenute a Ikuvium, città antica corrispondente alla contemporanea Gubbio. Presso i Marsi è stata attestata nelle città antiche di Milonia e Antinum ("Vesona" o in lingua marsa "Vesune"). Ad essa è dedicata l'iscrizione del Bronzo di Antino, una delle principali fonti primarie di conoscenza della lingua marsa.